# 電力自由化
電力自由化（でんりょくじゆうか）、または電力市場の自由化とは、従来自然独占とされてきた電気事業において市場参入規制を緩和し、市場競争を導入することである。電気料金の引き下げや電気事業における資源配分の効率化を進めることを目的としている。コンテスタビリティ理論を理論的支柱とする。

## 概要
電力自由化において具体的に行われることとしては、主に以下のことがある。
- 誰でも電力供給事業者になることができる（発電の自由化）[1]
- どの供給事業者からでも電力を買えるようにする（小売の自由化）[1]
- 誰でもどこへでも既設の送・配電網を使って電気を送・配電できるようにする（送・配電の自由化）
- 既存の電力会社の発電部門と送電部門を切り離すことで競争的環境を整える（発送電分離）
- 電力卸売市場の整備
- 局所的な猛暑と瞬時的な交通動力の利用によって高負荷が発生する（電力各源化：POWER1.0）
- 電力源の多様化（電力各源化：POWER2.0）源水素発電施設の新設

## 理論的背景
電力産業には規模の経済があると考えられてきたため、多くの国で電力会社に地域独占を認め、その代わり料金を規制してきた。ところが、2つの環境変化が地域独占の必要性をなくした。
- 発電についての規模の経済が重要でなくなった。現在では個々の発電所の発電能力に比べて需要規模が十分大きいため、発電に関しては規模の経済がなくなっている。その一つの原因はガスタービン発電などによって小規模でも安く発電ができる技術進歩が起きたことであり、もう一つの原因は多くの国で単に電力需要が増加し続けたため、個々の発電所の生産規模に比べて電力市場が大きくなったことによる。このため多くの発電事業者が競争的に電力供給に参加できることになった。
- 情報通信技術の発達により分散的な発電が可能になった。発電に関する競争が導入されると多くの需要家と供給家による需要供給を瞬時に調整する必要がある。このため、以前は電力会社内の閉じた世界で発電をしなければ能率的に給電指令を行えなかった。しかし、情報通信技術の発達によって分散的な市場参加者間の需給調整が可能になった（スマートグリッドも参照）。

このような環境変化によって発電に関する競争が導入できるようになった。これが電力の自由化である。なお、送電配網に関しては規模の経済があるため、発電事業の自由化後にも送電網提供サービスは独占のまま残し、送配電料金は従来通り規制することになる。
自由化は2つのルートで電気料金を引き下げると考えられていた。
- 従来の総括原価主義の規制下のように、無駄なコストまで料金に上乗せすることができなくなる。反面、コストを引き下げた企業はその分利潤を増大することができる。このため競争によって発電コストが下がる。
- 電力料金が需給のバランスで決まるようになると夏のピーク時間帯の電力料金は高くなる。夏が蒸し暑い日本では、夏の冷房電力需要量が大きく、このピーク時間帯の需要に備えて過大な送電や発電の設備がつくられてきた。ピーク時の高い電力料金によってこの時間帯の需要量が抑えられると、これまでのような過大な施設は不用になり、ピーク時以外の時間帯の電力料金は大幅に引き下げられる。

## 世界の電力自由化

### ヨーロッパ
欧州連合（EU）では市場統合の一環として1987年に欧州委員会が域内エネルギー市場構想を提唱。1997年にはEU電力指令が発効し、加盟国は2003年までに、
- 発電部門を自由化すること（許可制又は入札制の導入）
- 段階的に小売市場を32%まで自由化すること
- 第三者に対して、非差別的に送配電系統の利用機会を与えること
- 発電・送電・配電が垂直統合された電力会社から、運営面で独立した送電系統運用者を設置すること（機能分離）
- 電力会社に、発電・送電・配電別に会計を分離するよう義務付けて、内部補助を防止すること（会計分離）

などが求められた。2003年にはさらなる自由化を進めるためにEU電力指令の改正が行われ、加盟国は、送電系統運用者を法的に別会社として分離すること（資本関係があることは許容される）、2007年7月までに小売市場を全面自由化することなどが求められた。
これを契機に、各国では電力自由化の導入、発電・送電・配電各社の民営化や再編などが行われた。これにより電力・ガス・水道などを扱う巨大パブリック・ユーティリティ企業が次々誕生し、ヨーロッパだけでなく南北アメリカなど世界各地へも買収の手を伸ばしている。
代表的な大手にはフランスのEDF（フランス電力）、スペインのイベルドローラ、ドイツのE.ONおよびRWE、スウェーデンのヴァッテンフォール、イタリアのENELがある。各国の二番手以下の企業は他国の大手の傘下に入りつつあり、大手各社がスペインのエンデサなどの準大手に買収を仕掛けている。

#### イギリス
イギリスでは1957年電気法に基づき、電気事業は独占的に発電・送電を担う国営の中央電力公社（Central Electricity Generating Board, CEGB）と、地域ごとに分けられた12の配電局によって運営されてきたが、卸供給義務からくる過剰な発電設備の建設、供給コストのインセンティブ不足、割高な国内炭の使用等の原因もあって経営効率は低いと言われていた。
1979年にサッチャー政権が成立すると「競争原理の導入と政府関与の最小化による経済の活性化」を目標として国有企業を次々と民営化したが、電気事業もこの対象となった。1983年には上記の状況を変えようと発電部門へのIPP等の新規事業者の参入を認めたが、CEGBが提示する購入価格は低かったため参入者は現れず、CEGBの独占状態に変化はなかった。
その後サッチャー政権は電力改革計画を議会に提出し、1989年電気法が成立した。1990年、電気事業が再編され、CEGBは
- 発電部門は2つの発電会社（ナショナル・パワー、パワージェン）と1つの原子力発電会社（ニュークリア・エレクトリック）に、
- 送電部門は自然独占の分野とされナショナル・グリッド1社に、
- 12の配電局はそのまま12の地域配電会社に、

それぞれ分割され、発電分野には強制プール制による競争が導入された。1990年からは小売供給部門にも段階的に競争が導入されることとなり、1999年に全面小売自由化が行われた。
ところが強制プール制の下では取引規則が硬直的でかつ市場操作が容易なことから価格が期待したほどには低下しなかった。このため強制プール制は廃止され、2002年に相対契約を基本とする新電力取引制度（New Electricity Trading Arrangements, NETA）に移行した。電力市場スポット価格は1998年のNETA導入が発表された時点から2002年までに電力卸売価格は40%低下している。2005年にはNETAはBETTA（British Electricity Trading Arrangements）へと発展した。
競争の進展と共にM&Aが活発化し、2000年代以降はRWE系（ドイツ）、E.ON系（ドイツ）、フランス電力系（フランス）、SSE系（英国）、イベルドローラ系（スペイン）の5大グループに集約された。これに電力市場でシェアを伸ばしている旧国有ガス事業者（セントリカ）が加わり、英国の電力市場（小売）は、これら6大グループが95%のシェアを占めるが、独占的地位にある会社は存在せず、競争的で開かれた市場として評価されている。

#### 北欧
ノルウェーでは1991年に電力事業の再編と電力市場の自由化を実施、1993年には電力取引所ノルドプールが設立され、その後2000年までに北欧の他の3国が電力自由化と共に加わっている。

#### ドイツ
ドイツでは、自由化前、英国やフランスのように国有の独占的な電力会社は存在せず、垂直統合型の8大電力会社を中心に、自治体で運営する中小規模の電気事業者や地域エネルギー供給会社によって、電気の供給が行われてきた。
EU電力指令を受けて1998年にエネルギー事業法が改正されて自由化が行われ、発電部門の参入規制緩和や送電部門の会計・機能分離が行われた。特に小売分野は一挙に全面自由化された。その結果、現在、1000を超える電力会社が存在する。また、送配電網の利用料金（託送料金）については、当初は他のEU諸国と異なり当事者間の交渉に委ねられた。
ドイツでは規制の実効性が低かったため、既存の事業者が高い託送料金を設定したことが原因で、新規参入者はほぼすべて撤退し、電力価格は2000年には上昇し始めた。また合併・買収が相次ぎ、8大電力体制が4大電力体制に移行し、寡占化が進んだ。そこで市場の競争状態を改善するため、託送料金については2005年から2008年末まで連邦系統規制庁（Bundesnetzagentur）による事前認可が必要となり、2009年からは独占者に価格引下げのインセンティブを与える規制が行われている。また、大手電力会社の送電系統運用部門は別会社化された。

#### フランス
フランスでは、電気事業の公益性が重視され、自由化に対する積極的な取り組みは行われていない。EU電力指令の国内法整備の期限から1年遅れた2000年に、同指令が求める最低限の内容の自由化が開始された（小売の部分自由化、発電部門の許可制導入、送電部門の会計・機能分離）。2004年には、1946年以来、国有企業として発電・送電・配電を独占してきたフランス電力公社（EDF）が株式会社化されたが、政府がEDFの資本の70%以上を保有することが法で定められている。2005年には、EDFの送電部門が子会社化されたが、独立性が担保されていないとして欧州委員会から警告を受けている。小売自由化については改正EU電力指令に従って、2004年に家庭用需要家を除く全需要家にまで対象が拡大され、2007年7月から全面自由化が開始された。
フランスではEDFによる独占的な供給体制が続いている。規制料金が低い水準で維持されていることが新規参入の阻害要因となっており、新規参入者の販売電力量に占めるシェアは15%程度（2006年7月）となっている。

### アメリカ
アメリカ合衆国では1990年代に、安い電気料金が米国経済の活性化のために必要との観点から、電力自由化が進められた。連邦エネルギー規制委員会（FERC）は1996年にオーダー888を出して送電網の開放（オープンアクセス）を義務付け、また電気事業者から独立して送電系統の運用を行う独立系統運用者（ISO）の設立を推奨した。1999年にはオーダー2000を出してISOより管轄エリアが広く広範な業務を行う地域送電機関（RTO）の設立を推奨した。
小売市場の自由化については各州の判断に委ねられている。1996年から2000年にかけて24の州とワシントンD.C.で小売自由化の導入が決定した。しかし、2000年夏から2001年冬にかけて、カリフォルニアで電力危機が発生して以降は自由化の動きが停滞しており、2011年現在では15の州とワシントンD.C.で実施されている。
2000年以降、アメリカ合衆国内では競争激化のため送電システムの管理・計画的更新がおろそかになり、大停電が発生したこと、電力卸売価格の投機的な操作による乱高下、安定的な電力供給（停電が生じた際のリスク）について大きな課題が浮き彫りになった。これは最終的な消費者にコストが知らされないで配電会社のみにそのコストリスクを押し付けた制度設計の不備が指摘されている。

### 中国
中華人民共和国の電気事業は国営で行われていたが、冷戦後の1997年、国有企業の法人化・株式企業化の方針に基づき、政府の電気事業運営部門が国有企業である「国家電力公司」として分離された。
2002年、「電力体制改革」が提起され、基本的な目標としては「独占排除、競争の導入、効率引き上げ、コスト削減、価格形成の健全化、資源配分の改善」が掲げられた。具体的には国家電力公司の改組による全国規模での発電・送配電部門の分離、市場競争を通じた電力調達体制の確立、広域電力系統の強化などが構想された。
この改革により、国家電力公司は送配電事業を営む国家電網公司と南方電網有限責任公司の2社と、発電事業を営む5大発電会社（中国華能集団公司、中国大唐集団公司、中国華電集団公司、中国国電集団公司、中国電力投資集団公司）に分割された。これら5大発電会社以外の発電事業者としては、地方政府が保有する発電会社、民間、外資など約3,800社がある。

### 韓国
韓国では国有の韓国電力公社（KEPCO）が独占的に電力を供給してきた。1998年のアジア通貨危機を契機に構造改革に取り組むこととなり、その一環として段階的に電力自由化を進めることが決定した。
2001年、韓国電力公社の発電部門は火力発電子会社5社と水力・原子力発電を担う韓国水力原子力発電（KHNP）の計6社に分割され、同時に韓国電力取引所（KPX）と独立規制機関である韓国電力委員会（KEC）が設立された。しかし発電子会社民営化の第一歩として期待された韓国南東電力の株式公開は市場環境の悪化から失敗に終わり、2004年に韓国政府は当初予定していた配電部門の民営化の中止を決定した。その後計画の見直しが行われ、2010年に韓国政府は新計画を発表し、韓国電力公社を市場型公営企業に移行し、政府の管理下に置くことを決定した。

## 日本の電力自由化
2016年4月1日、電力小売完全自由化後の2016年11月30日まで、電力の購入先を新電力へ変更した契約件数は234万4600件となった。日本の電力会社#新電力への切り替え以下過去記事そのまま。
日本では1950年の電気事業再編成令の発令によって、民営の電力会社（一般電気事業者と呼ばれる）が地域ごとに1社ずつ合計10社あり（当初は「九電力体制」、沖縄返還後は「十電力体制」）、これらが各地域で独占的供給を行ってきたが、バブル景気の崩壊後、高コスト構造・内外価格差の是正を目的に、競争原理の導入による経営効率化を促すべきとの議論が起こり、諸外国に倣い1995年より電力自由化が始まった。2001年からは発送電分離が議論されたが、電力業界はカリフォルニア電力危機を引き合いに出して、電力の安定供給には発送電一体が必要と主張したため、発送電分離は行われなかった。
2007年4月の時点で、新規参入者（PPS）の自由化部門に占めるシェアは約2%と伸び悩んでいる。既存の電力会社がそれぞれの供給区域をほぼ独占している。自由化区分の大口需要家の変更率（事業者数ベース）も、わずか2%にとどまっている。新規参入の障害として以下の指摘がある。
- PPSは既存の電力会社の送電線を借用しなければならず、その対価として電力会社に支払う託送料金の水準が高く、算定方法が不透明であり[15]、価格決定権を得ることが出来ない脆弱なビジネスモデルにしかならない[注 1]。
- インバランス料金が高い。電気は、その品質を維持するために、需要の変動に合わせて、瞬時瞬時に発電量をバランス（同時同量）させる必要があり、送配電系統の運用業務を行わない新規参入者も、30分単位で電力の需要と供給を原則3%の誤差で一致させなければならない。供給不足が生じた場合は、電力会社から、補給的に電力が供給され、対価として通常の数倍ものインバランス料金を支払うことになる。これに対して、電力会社は、通常の系統運用業務を行うことで、同時同量を達成できるため、新規参入者側からは、公平性の観点から制度の改善を求める意見が出ている[15]。
- 2000年代後半に入ってからの原油価格高騰の影響を受けて、石油火力電源が中心の新規参入業者は高コストを強いられているとされる。

これらの状況から、日本では、自由化の進展は極めて厳しいという見方をする者もいる。しかしながら、新規参入業者のビジネスは、当初は大規模工場など限定的な範囲にとどまっていたものの、一定以上の小規模工場やマンションへの電力一括供給まで範囲が拡大した。また、電力自由化の対象は電力量ベースで既存契約の63%となっている。2006年2月16日付『日経産業新聞』によると、新規事業者は確実に顧客を掴みつつあり、これまでに東京電力は1,100件（220万kW）、関西電力は270件（58万kW）の顧客を新規事業者に奪われている。
電力規制緩和の一例として広島県広島市のジャスコ宇品店（現・イオン宇品店）は2005年11月より九州電力の区域外電力供給を受けるために中国電力からの電力受給を取りやめる件がよく引用されるが、2005年から2011年までの6年間では、本土の九電力会社間で、越境電力供給を行っている例は、対電力会社を除いて、この一例しかなかった。
2011年（平成23年）3月11日の東北地方太平洋沖地震（東日本大震災）による東京電力および東北電力の発電設備の被災に伴い、東京電力管内では、需給バランスが大幅に崩れており、電力託送の余地がないなどとして、日本卸電力取引所（JEPX）は、3月14日より東京エリアでのスポット取引及び時間前取引を停止している。この様な取引所機能の機能不全に対し需要家側からは、取引所からの脱退などの動きも出てきた。
そして、東日本大震災での福島第一原子力発電所の事故を原因に、遅ればせながら日本でも、家庭用電力の自由化に舵を切る事となった。

### 電気事業法改正に伴う自由化
- 1995年 - 電力会社に卸電力を供給する発電事業者（IPP）の参入が可能に、また大型ビル群など特定の地点を対象とした小売供給が特定電気事業者に認められた。
- 2000年 - 2,000kW以上で受電する大需要家（電力量ベースで26%[18]）に対して、特定規模電気事業者（PPS）による小売が認められる。
- 2003年 - 電源調達の多様化を図るため、有限責任中間法人日本卸電力取引所が設立。
- 2004年 - 2000年に定められた基準を500kW以上に引き下げ（同40%[18]）。
- 2005年 - 2004年に定められた基準を50kW以上に引き下げ（同63%[18]）。
- 2005年 - 日本卸電力取引所による電力取引市場が開設。
- 2016年4月1日 - 受電基準が撤廃され、一般家庭でも小売電気事業者（PPS）から購入可能になった（同100%）。
- 2020年 - 発送電分離

## 議論

### 電気料金の動向
電力自由化の狙いは市場競争を通じて電気料金（小売価格）を引き下げることであるが、自由化により電気料金の低減に成功した国は今のところない。2000年頃までは各国とも電気料金が低下しているが、自由化開始前の1980年代から継続している傾向であるため、自由化による効率化と説明することは難しい。むしろ、自由化で先行する英国やドイツでは電気料金が急激に上昇しており、自由化されていない日本の電気料金を上回るなど、期待されていた電気料金の低下は全く起きていない。また、産業用需要家と家庭用需要家の電気料金を比べると、家庭用需要家の方が下落率が小さくなっている。
アメリカにおける2000年代の電気料金は、原油価格の上昇と1990年代における設備投資抑制の反動から、むしろ自由化した州の方が全米平均より高くなっている。
一方日本では、燃料費の高騰にもかかわらず、オイルショック以来約30年にわたって電気料金の低下が続いていたため、料金低下は自由化による効率化の成果というよりも、電源構成の多様化（脱石油火力発電）を推し進めてきた効果が表れてきたものであるという指摘もある。
一方、電気料金が低下したのは、外的要因による影響よりも電力自由化による潜在的競争圧力による影響が大きく働いた結果であるとの分析も行われている。自由化後に新電力に切り替えた需要家は、規制料金と比較して5%の料金低減効果を得るなど、一定の成果も確認されている。
2021年から2022年にかけて原油価格の高騰に伴い、JEPX価格も高騰した。その結果、エフパワー、ホープエナジーが事実上倒産し、シンエナジーやウエスト電力が小売事業から撤退した。

### エネルギー取引におけるリスク管理
業態の自由化や電気料金（小売価格）の引き下げ競争の激化によって、事業者は在庫や収益に対するリスク管理を余儀なくされている。こういった背景から、ETRMといった新しい概念によるリスク管理手法が登場している。

## 市民電力会社
電力自由化の流れで、自治体や住民などの資本を主体とした電力会社として市民電力会社が登場している。

### ドイツ
チェルノブイリ原子力発電所事故に起因する反原発運動をきっかけに生まれた南ドイツの市民団体が、原発のない社会を自ら実現するためシェーナウ電力会社（de:Elektrizitätswerke Schönau）を設立している。1997年にシェーナウ市内1700軒に対し自然エネルギーのみの電力供給を開始している。その後電力自由化となり、ドイツ全土に13万の顧客を持っている。シェーナウ電力会社の歩みは2008年にドキュメンタリー映画化されている。

### 日本
大分県のNPO法人である九州・自然エネルギー推進ネットワークは、発電能力10キロワット程度の太陽光発電を9機設立している。
自治体や市民が主体となった東京都世田谷区の世田谷電力、神奈川県小田原市の小田原電力、神奈川県相模原市の藤野電力は、太陽光などの自然エネルギーの供給を目指している